# Saulius Mikoliūnas
Saulius Mikoliūnas (Vilnius, 2 maggio 1984) è un ex calciatore lituano, di ruolo centrocampista.
Detiene il record di presenze (101) con la nazionale lituana.

## Caratteristiche tecniche
Terzino destro, in grado di agire lungo tutto il versante della fascia destra.

## Carriera

### Club
Il 13 gennaio 2005 lascia la Lituania, passando in prestito agli Hearts, società satellite del FBK Kaunas. Esordisce nel campionato scozzese il 25 gennaio contro il Livingston, subentrando al 67' al posto di Dennis Wyness. Il 26 dicembre 2006 una sua rete decide il derby di Edimburgo contro l'Hibernian.
Rescisso l'accordo con gli scozzesi, il 12 luglio 2009 firma un triennale con l'Arsenal Kiev, in Ucraina. Il 22 dicembre 2015 torna in Lituania, accordandosi con lo Žalgiris.

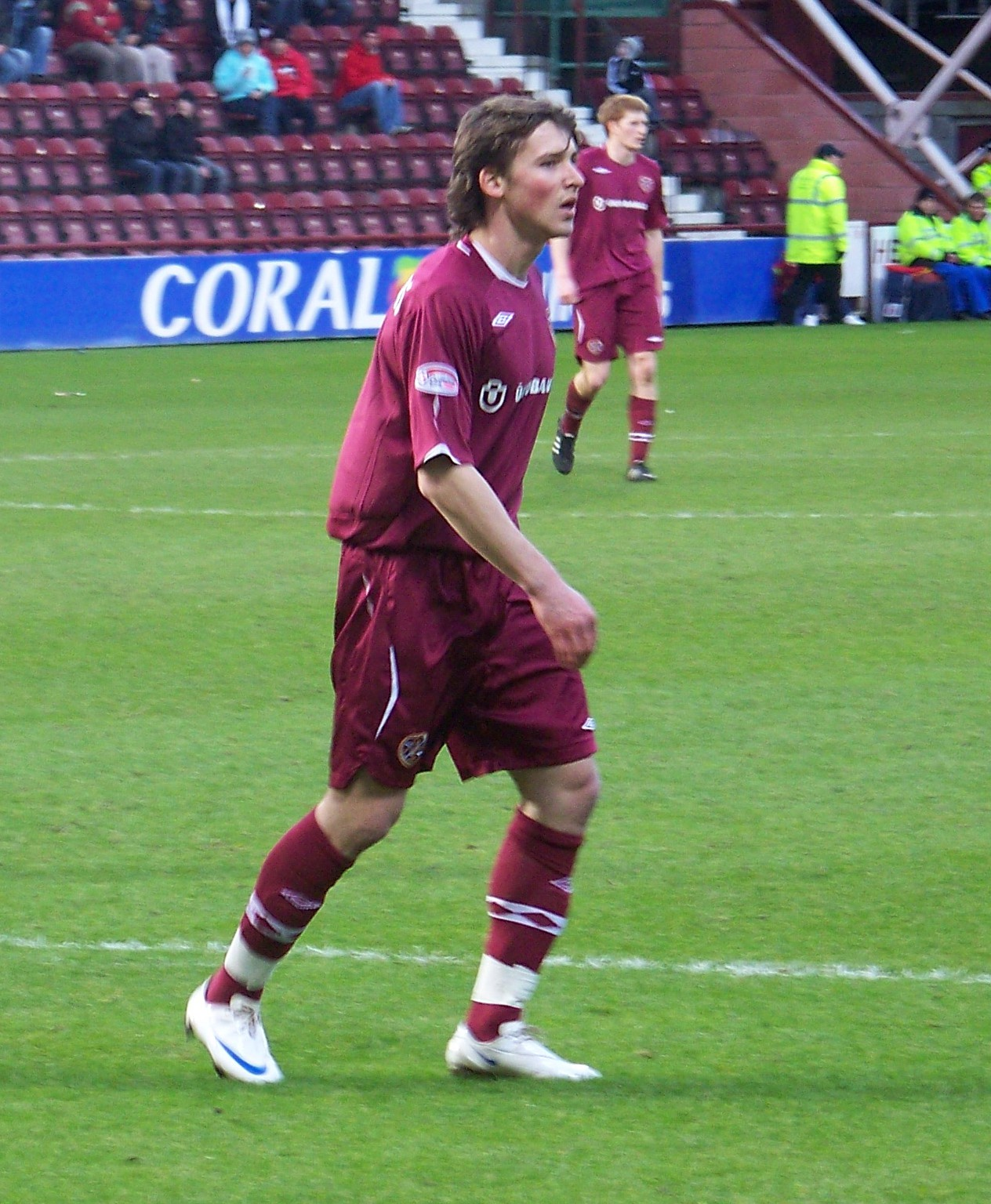
Mikoliūnas nel 2009.

### Nazionale
Ha giocato nelle nazionali giovanili lituane Under-19 ed Under-21.
Esordisce in nazionale maggior il 5 giugno 2004 contro il Portogallo, subentrando all'86' al posto di Edgaras Česnauskis. Mette a segno la sua prima rete in nazionale il 2 giugno 2007 nella partita vinta 1-0 contro la Georgia, valida per le qualificazioni agli Europei 2008.
Il 4 settembre 2020 diventa - con 85 presenze - il giocatore con più presenze in nazionale, superando il precedente primato di Andrius Skerla. Il 25 settembre 2022 raggiunge quota 100 presenze, diventando il primo lituano a riuscirci.

## Statistiche

### Presenze e reti nei club
Statistiche aggiornate al 12 novembre 2023.
| Stagione                 | Squadra                  | Campionato               | Campionato | Campionato | Coppe nazionali | Coppe nazionali | Coppe nazionali | Coppe continentali | Coppe continentali | Coppe continentali | Altre coppe | Altre coppe | Altre coppe | Totale | Totale |
| Stagione                 | Squadra                  | Comp                     | Pres       | Reti       | Comp            | Pres            | Reti            | Comp               | Pres               | Reti               | Comp        | Pres        | Reti        | Pres   | Reti   |
| ------------------------ | ------------------------ | ------------------------ | ---------- | ---------- | --------------- | --------------- | --------------- | ------------------ | ------------------ | ------------------ | ----------- | ----------- | ----------- | ------ | ------ |
| 2003                     | Vilnius                  | A                        | 13         | 1          | CL              | 0               | 0               | -                  | -                  | -                  | -           | -           | -           | 13     | 1      |
| 2004                     | FBK Kaunas               | A                        | 23         | 0          | CL              | 0               | 0               | UCL                | 3                  | 1                  | -           | -           | -           | 26     | 1      |
| gen.-giu. 2005           | Hearts                   | PL                       | 11         | 1          | SC+CdL          | 3+1             | 0               | CU                 | -                  | -                  | -           | -           | -           | 15     | 1      |
| 2005-2006                | Hearts                   | PL                       | 23         | 3          | SC+CdL          | 4+1             | 0               | -                  | -                  | -                  | -           | -           | -           | 28     | 3      |
| 2006-2007                | Hearts                   | PL                       | 31         | 4          | SC+CdL          | 2+1             | 0               | UCL+CU             | 4+1                | 1+0                | -           | -           | -           | 39     | 5      |
| 2007-2008                | Hearts                   | PL                       | 25         | 1          | SC+CdL          | 2+3             | 0               | -                  | -                  | -                  | -           | -           | -           | 30     | 1      |
| 2008-2009                | Hearts                   | PL                       | 12         | 2          | SC+CdL          | 0+1             | 0               | -                  | -                  | -                  | -           | -           | -           | 13     | 2      |
| Totale Hearts            | Totale Hearts            | Totale Hearts            | 102        | 11         |                 | 18              | 0               |                    | 5                  | 1                  |             | -           | -           | 125    | 12     |
| 2009-2010                | Arsenal Kiev             | PL                       | 20         | 3          | KU              | 1               | 0               | -                  | -                  | -                  | -           | -           | -           | 21     | 3      |
| 2010-2011                | Arsenal Kiev             | PL                       | 17         | 1          | KU              | 2               | 0               | -                  | -                  | -                  | -           | -           | -           | 19     | 1      |
| 2011-2012                | Arsenal Kiev             | PL                       | 26         | 0          | KU              | 2               | 1               | -                  | -                  | -                  | -           | -           | -           | 28     | 1      |
| 2012-gen. 2013           | Arsenal Kiev             | PL                       | 15         | 2          | KU              | 2               | 0               | UEL                | 2                  | 0                  | -           | -           | -           | 19     | 2      |
| Totale Arsenal Kiev      | Totale Arsenal Kiev      | Totale Arsenal Kiev      | 78         | 6          |                 | 7               | 1               |                    | 2                  | 0                  |             | -           | -           | 87     | 7      |
| gen.-giu. 2013           | Sevastopol'              | 1L                       | 7          | 0          | KU              | 2               | 0               | -                  | -                  | -                  | -           | -           | -           | 9      | 0      |
| 2013-gen. 2014           | Sevastopol'              | PL                       | 9          | 0          | KU              | 1               | 0               | -                  | -                  | -                  | -           | -           | -           | 10     | 0      |
| Totale Sevastopol'       | Totale Sevastopol'       | Totale Sevastopol'       | 16         | 0          |                 | 3               | 0               |                    | -                  | -                  |             | -           | -           | 19     | 0      |
| 2014                     | Šachcër Salihorsk        | VL                       | 0+7        | 0          | KB              | 5               | 1               | UEL                | -                  | -                  | -           | -           | -           | 12     | 1      |
| 2015                     | Šachcër Salihorsk        | VL                       | 25         | 4          | KB              | 4               | 0               | UEL                | 3                  | 0                  | SB          | 1           | 0           | 33     | 4      |
| Totale Šachcër Salihorsk | Totale Šachcër Salihorsk | Totale Šachcër Salihorsk | 25+7       | 4          |                 | 9               | 1               |                    | 3                  | 0                  |             | 1           | 0           | 45     | 5      |
| 2016                     | Žalgiris                 | A                        | 27         | 3          | CL+CL           | 3+4             | 0+2             | UCL                | 2                  | 0                  | SL          | 1           | 0           | 37     | 5      |
| 2017                     | Žalgiris                 | A                        | 8          | 0          | CL              | 1               | 0               | UCL                | 0                  | 0                  | SL          | 1           | 0           | 10     | 0      |
| 2018                     | Žalgiris                 | A                        | 25         | 2          | CL              | 3               | 1               | UEL                | 6                  | 0                  | -           | -           | -           | 34     | 3      |
| 2019                     | Žalgiris                 | A                        | 28         | 1          | CL              | 2               | 0               | UEL                | 2                  | 0                  | SL          | 1           | 0           | 33     | 1      |
| 2020                     | Žalgiris                 | A                        | 19         | 1          | CL              | 3               | 0               | UEL                | 2                  | 0                  | SL          | 1           | 0           | 25     | 1      |
| 2021                     | Žalgiris                 | A                        | 21         | 3          | CL              | 3               | 0               | UCL+UEL+UECL       | 4+2                | 1+0+0              | SL          | 0           | 0           | 32     | 4      |
| 2022                     | Žalgiris                 | A                        | 25         | 1          | CL              | 5               | 0               | UCL+UEL+UECL       | 5+1                | 0                  | SL          | 1           | 0           | 38     | 1      |
| 2023                     | Žalgiris                 | A                        | 7          | 0          | CL              | 1               | 0               | UCL+UEL+UECL       | 0                  | 0                  | SL          | 0           | 0           | 8      | 0      |
| Totale Žalgiris          | Totale Žalgiris          | Totale Žalgiris          | 160        | 11         |                 | 25              | 3               |                    | 27                 | 1                  |             | 5           | 0           | 217    | 15     |
| Totale carriera          | Totale carriera          | Totale carriera          | 424        | 33         |                 | 62              | 5               |                    | 40                 | 3                  |             | 6           | 0           | 532    | 41     |

### Cronologia presenze e reti in nazionale
| Cronologia completa delle presenze e delle reti in nazionale ― Lituania | Cronologia completa delle presenze e delle reti in nazionale ― Lituania | Cronologia completa delle presenze e delle reti in nazionale ― Lituania | Cronologia completa delle presenze e delle reti in nazionale ― Lituania | Cronologia completa delle presenze e delle reti in nazionale ― Lituania | Cronologia completa delle presenze e delle reti in nazionale ― Lituania | Cronologia completa delle presenze e delle reti in nazionale ― Lituania | Cronologia completa delle presenze e delle reti in nazionale ― Lituania |
| Data                                                                    | Città                                                                   | In casa                                                                 | Risultato                                                               | Ospiti                                                                  | Competizione                                                            | Reti                                                                    | Note                                                                    |
| ----------------------------------------------------------------------- | ----------------------------------------------------------------------- | ----------------------------------------------------------------------- | ----------------------------------------------------------------------- | ----------------------------------------------------------------------- | ----------------------------------------------------------------------- | ----------------------------------------------------------------------- | ----------------------------------------------------------------------- |
| 5-6-2004                                                                | Setúbal                                                                 | Portogallo                                                              | 4 – 1                                                                   | Lituania                                                                | Amichevole                                                              | -                                                                       | 86’                                                                     |
| 18-8-2004                                                               | Mosca                                                                   | Russia                                                                  | 4 – 3                                                                   | Lituania                                                                | Amichevole                                                              | -                                                                       | 40’                                                                     |
| 4-9-2004                                                                | Charleroi                                                               | Belgio                                                                  | 1 – 1                                                                   | Lituania                                                                | Qual. Mondiali 2006                                                     | -                                                                       | 66’                                                                     |
| 8-9-2004                                                                | Kaunas                                                                  | Lituania                                                                | 4 – 0                                                                   | San Marino                                                              | Qual. Mondiali 2006                                                     | -                                                                       | 74’                                                                     |
| 13-10-2004                                                              | Vilnius                                                                 | Lituania                                                                | 0 – 0                                                                   | Spagna                                                                  | Qual. Mondiali 2006                                                     | -                                                                       | 75’                                                                     |
| 17-11-2004                                                              | Serravalle                                                              | San Marino                                                              | 0 – 1                                                                   | Lituania                                                                | Qual. Mondiali 2006                                                     | -                                                                       | 76’                                                                     |
| 30-3-2005                                                               | Sarajevo                                                                | Bosnia ed Erzegovina                                                    | 1 – 1                                                                   | Lituania                                                                | Qual. Mondiali 2006                                                     | -                                                                       | 89’                                                                     |
| 4-6-2005                                                                | Valencia                                                                | Spagna                                                                  | 1 – 0                                                                   | Lituania                                                                | Qual. Mondiali 2006                                                     | -                                                                       | 73’                                                                     |
| 17-8-2005                                                               | Vilnius                                                                 | Lituania                                                                | 1 – 0                                                                   | Bielorussia                                                             | Amichevole                                                              | -                                                                       | 76’                                                                     |
| 3-9-2005                                                                | Belgrado                                                                | Serbia e Montenegro                                                     | 2 – 0                                                                   | Lituania                                                                | Qual. Mondiali 2006                                                     | -                                                                       | 68’                                                                     |
| 7-9-2005                                                                | Vilnius                                                                 | Lituania                                                                | 0 – 1                                                                   | Bosnia ed Erzegovina                                                    | Qual. Mondiali 2006                                                     | -                                                                       | 66’                                                                     |
| 8-10-2005                                                               | Vilnius                                                                 | Lituania                                                                | 0 – 2                                                                   | Serbia e Montenegro                                                     | Qual. Mondiali 2006                                                     | -                                                                       | 59’                                                                     |
| 12-10-2005                                                              | Vilnius                                                                 | Lituania                                                                | 1 – 1                                                                   | Belgio                                                                  | Qual. Mondiali 2006                                                     | -                                                                       | 81’                                                                     |
| 1-3-2006                                                                | Tirana                                                                  | Albania                                                                 | 1 – 2                                                                   | Lituania                                                                | Amichevole                                                              | -                                                                       | 81’                                                                     |
| 2-9-2006                                                                | Napoli                                                                  | Italia                                                                  | 1 – 1                                                                   | Lituania                                                                | Qual. Euro 2008                                                         | -                                                                       | 82’                                                                     |
| 6-9-2006                                                                | Kaunas                                                                  | Lituania                                                                | 1 – 2                                                                   | Scozia                                                                  | Qual. Euro 2008                                                         | -                                                                       | 66’                                                                     |
| 7-10-2006                                                               | Tórshavn                                                                | Fær Øer                                                                 | 0 – 1                                                                   | Lituania                                                                | Qual. Euro 2008                                                         | -                                                                       | 62’                                                                     |
| 2-6-2007                                                                | Kaunas                                                                  | Lituania                                                                | 1 – 0                                                                   | Georgia                                                                 | Qual. Euro 2008                                                         | 1                                                                       | 61’ 78’                                                                 |
| 6-6-2007                                                                | Kaunas                                                                  | Lituania                                                                | 0 – 2                                                                   | Italia                                                                  | Qual. Euro 2008                                                         | -                                                                       | 39’                                                                     |
| 22-8-2007                                                               | Kaunas                                                                  | Lituania                                                                | 2 – 1                                                                   | Turkmenistan                                                            | Amichevole                                                              | -                                                                       | 47’                                                                     |
| 8-9-2007                                                                | Glasgow                                                                 | Scozia                                                                  | 3 – 1                                                                   | Lituania                                                                | Qual. Euro 2008                                                         | -                                                                       | 47’                                                                     |
| 12-9-2007                                                               | Kaunas                                                                  | Lituania                                                                | 2 – 1                                                                   | Fær Øer                                                                 | Qual. Euro 2008                                                         | -                                                                       | 32’                                                                     |
| 21-11-2007                                                              | Tbilisi                                                                 | Georgia                                                                 | 0 – 2                                                                   | Lituania                                                                | Qual. Euro 2008                                                         | -                                                                       | 75’ 76’                                                                 |
| 26-3-2008                                                               | Vilnius                                                                 | Lituania                                                                | 1 – 0                                                                   | Azerbaigian                                                             | Amichevole                                                              | -                                                                       | 83’                                                                     |
| 1-6-2008                                                                | Riga                                                                    | Lettonia                                                                | 2 – 1                                                                   | Lituania                                                                | Coppa del Baltico 2008                                                  | -                                                                       | 68’                                                                     |
| 4-6-2008                                                                | Burghausen                                                              | Russia                                                                  | 4 – 1                                                                   | Lituania                                                                | Amichevole                                                              | -                                                                       | 77’                                                                     |
| 20-8-2008                                                               | Marijampolė                                                             | Lituania                                                                | 3 – 0                                                                   | Moldavia                                                                | Amichevole                                                              | -                                                                       | 75’                                                                     |
| 6-9-2008                                                                | Cluj-Napoca                                                             | Romania                                                                 | 0 – 3                                                                   | Lituania                                                                | Qual. Mondiali 2010                                                     | 1                                                                       | 44’ 80’                                                                 |
| 10-9-2008                                                               | Marijampolė                                                             | Lituania                                                                | 2 – 0                                                                   | Austria                                                                 | Qual. Mondiali 2010                                                     | -                                                                       |                                                                         |
| 11-10-2008                                                              | Belgrado                                                                | Serbia                                                                  | 3 – 0                                                                   | Lituania                                                                | Qual. Mondiali 2010                                                     | -                                                                       | 46’                                                                     |
| 15-10-2008                                                              | Kaunas                                                                  | Lituania                                                                | 1 – 0                                                                   | Fær Øer                                                                 | Qual. Mondiali 2010                                                     | -                                                                       |                                                                         |
| 28-3-2009                                                               | Kaunas                                                                  | Lituania                                                                | 0 – 1                                                                   | Francia                                                                 | Qual. Mondiali 2010                                                     | -                                                                       | 84’                                                                     |
| 1-4-2009                                                                | Saint-Denis                                                             | Francia                                                                 | 1 – 0                                                                   | Lituania                                                                | Qual. Mondiali 2010                                                     | -                                                                       | 65’                                                                     |
| 6-6-2009                                                                | Marijampolė                                                             | Lituania                                                                | 0 – 1                                                                   | Romania                                                                 | Qual. Mondiali 2010                                                     | -                                                                       | 64’                                                                     |
| 12-8-2009                                                               | Lussemburgo                                                             | Lussemburgo                                                             | 0 – 1                                                                   | Lituania                                                                | Amichevole                                                              | -                                                                       | 81’                                                                     |
| 9-9-2009                                                                | Toftir                                                                  | Fær Øer                                                                 | 2 – 1                                                                   | Lituania                                                                | Qual. Mondiali 2010                                                     | -                                                                       | 60’ 62’                                                                 |
| 14-10-2009                                                              | Marijampolė                                                             | Lituania                                                                | 2 – 1                                                                   | Serbia                                                                  | Qual. Mondiali 2010                                                     | -                                                                       | 67’                                                                     |
| 18-6-2010                                                               | Kaunas                                                                  | Lituania                                                                | 0 – 0                                                                   | Lettonia                                                                | Coppa del Baltico 2010                                                  | -                                                                       | 57’                                                                     |
| 11-8-2010                                                               | Kaunas                                                                  | Lituania                                                                | 0 – 2                                                                   | Bielorussia                                                             | Amichevole                                                              | -                                                                       | 62’                                                                     |
| 3-9-2010                                                                | Kaunas                                                                  | Lituania                                                                | 0 – 0                                                                   | Scozia                                                                  | Qual. Euro 2012                                                         | -                                                                       | 71’                                                                     |
| 7-9-2010                                                                | Olomouc                                                                 | Rep. Ceca                                                               | 0 – 1                                                                   | Lituania                                                                | Qual. Euro 2012                                                         | -                                                                       | 79’                                                                     |
| 8-10-2010                                                               | Salamanca                                                               | Spagna                                                                  | 3 – 1                                                                   | Lituania                                                                | Qual. Euro 2012                                                         | -                                                                       | 58’                                                                     |
| 25-3-2011                                                               | Kaunas                                                                  | Lituania                                                                | 2 – 0                                                                   | Polonia                                                                 | Amichevole                                                              | 1                                                                       | 46’                                                                     |
| 29-3-2011                                                               | Kaunas                                                                  | Lituania                                                                | 1 – 3                                                                   | Spagna                                                                  | Qual. Euro 2012                                                         | -                                                                       | 73’                                                                     |
| 3-6-2011                                                                | Vaduz                                                                   | Liechtenstein                                                           | 2 – 0                                                                   | Lituania                                                                | Qual. Euro 2012                                                         | -                                                                       |                                                                         |
| 10-8-2011                                                               | Kaunas                                                                  | Lituania                                                                | 3 – 0                                                                   | Armenia                                                                 | Amichevole                                                              | -                                                                       | 75’                                                                     |
| 2-9-2011                                                                | Kaunas                                                                  | Lituania                                                                | 0 – 0                                                                   | Liechtenstein                                                           | Qual. Euro 2012                                                         | -                                                                       | 64’                                                                     |
| 6-9-2011                                                                | Glasgow                                                                 | Scozia                                                                  | 1 – 0                                                                   | Lituania                                                                | Qual. Euro 2012                                                         | -                                                                       | 76’                                                                     |
| 11-10-2011                                                              | Kaunas                                                                  | Lituania                                                                | 1 – 4                                                                   | Rep. Ceca                                                               | Qual. Euro 2012                                                         | -                                                                       |                                                                         |
| 29-5-2012                                                               | Nyon                                                                    | Lituania                                                                | 0 – 0                                                                   | Russia                                                                  | Amichevole                                                              | -                                                                       | 71’                                                                     |
| 15-8-2012                                                               | Skopje                                                                  | Macedonia                                                               | 1 – 0                                                                   | Lituania                                                                | Amichevole                                                              | -                                                                       | 46’                                                                     |
| 7-9-2012                                                                | Vilnius                                                                 | Lituania                                                                | 1 – 1                                                                   | Slovacchia                                                              | Qual. Mondiali 2014                                                     | -                                                                       | 75’                                                                     |
| 11-9-2012                                                               | Atene                                                                   | Grecia                                                                  | 2 – 0                                                                   | Lituania                                                                | Qual. Mondiali 2014                                                     | -                                                                       | 84’                                                                     |
| 12-10-2012                                                              | Vaduz                                                                   | Liechtenstein                                                           | 0 – 2                                                                   | Lituania                                                                | Qual. Mondiali 2014                                                     | -                                                                       | 45’                                                                     |
| 14-11-2012                                                              | Erevan                                                                  | Armenia                                                                 | 4 – 2                                                                   | Lituania                                                                | Amichevole                                                              | -                                                                       | 41’ 46’                                                                 |
| 22-3-2013                                                               | Žilina                                                                  | Slovacchia                                                              | 1 – 1                                                                   | Lituania                                                                | Qual. Mondiali 2014                                                     | -                                                                       |                                                                         |
| 26-3-2013                                                               | Tirana                                                                  | Albania                                                                 | 4 – 1                                                                   | Lituania                                                                | Amichevole                                                              | -                                                                       | 86’                                                                     |
| 7-6-2013                                                                | Vilnius                                                                 | Lituania                                                                | 0 – 1                                                                   | Grecia                                                                  | Qual. Mondiali 2014                                                     | -                                                                       | 73’                                                                     |
| 14-8-2013                                                               | Lussemburgo                                                             | Lussemburgo                                                             | 2 – 1                                                                   | Lituania                                                                | Amichevole                                                              | -                                                                       | 52’                                                                     |
| 6-9-2013                                                                | Riga                                                                    | Lettonia                                                                | 2 – 1                                                                   | Lituania                                                                | Qual. Mondiali 2014                                                     | -                                                                       | 73’                                                                     |
| 10-9-2013                                                               | Marijampolė                                                             | Lituania                                                                | 2 – 0                                                                   | Liechtenstein                                                           | Qual. Mondiali 2014                                                     | -                                                                       |                                                                         |
| 11-10-2013                                                              | Vilnius                                                                 | Lituania                                                                | 2 – 0                                                                   | Lettonia                                                                | Qual. Mondiali 2014                                                     | 1                                                                       | 76’                                                                     |
| 15-10-2013                                                              | Kaunas                                                                  | Lituania                                                                | 0 – 1                                                                   | Bosnia ed Erzegovina                                                    | Qual. Mondiali 2014                                                     | -                                                                       | 69’                                                                     |
| 18-11-2013                                                              | Chișinău                                                                | Moldavia                                                                | 1 – 1                                                                   | Lituania                                                                | Amichevole                                                              | -                                                                       | 73’                                                                     |
| 5-3-2014                                                                | Antalya                                                                 | Kazakistan                                                              | 1 – 1                                                                   | Lituania                                                                | Amichevole                                                              | -                                                                       | 55’                                                                     |
| 29-5-2014                                                               | Ventspils                                                               | Finlandia                                                               | 0 – 1                                                                   | Lituania                                                                | Coppa del Baltico 2014                                                  | -                                                                       | 70’                                                                     |
| 31-5-2014                                                               | Liepāja                                                                 | Lettonia                                                                | 1 – 0                                                                   | Lituania                                                                | Coppa del Baltico 2014                                                  | -                                                                       | 46’                                                                     |
| 6-6-2014                                                                | Danzica                                                                 | Polonia                                                                 | 2 – 1                                                                   | Lituania                                                                | Amichevole                                                              | -                                                                       | 55’                                                                     |
| 3-9-2014                                                                | Linz                                                                    | Emirati Arabi Uniti                                                     | 1 – 1                                                                   | Lituania                                                                | Amichevole                                                              | -                                                                       | 46’ 67’                                                                 |
| 9-10-2014                                                               | Vilnius                                                                 | Lituania                                                                | 1 – 0                                                                   | Estonia                                                                 | Qual. Euro 2016                                                         | 1                                                                       | 63’                                                                     |
| 12-10-2014                                                              | Vilnius                                                                 | Lituania                                                                | 0 – 2                                                                   | Slovenia                                                                | Qual. Euro 2016                                                         | -                                                                       | 75’                                                                     |
| 27-3-2015                                                               | Londra                                                                  | Inghilterra                                                             | 4 – 0                                                                   | Lituania                                                                | Qual. Euro 2016                                                         | -                                                                       | 88’                                                                     |
| 8-6-2015                                                                | Ta' Qali                                                                | Malta                                                                   | 2 – 0                                                                   | Lituania                                                                | Amichevole                                                              | -                                                                       | Cap.                                                                    |
| 23-3-2016                                                               | Giurgiu                                                                 | Romania                                                                 | 1 – 0                                                                   | Lituania                                                                | Amichevole                                                              | -                                                                       | 58’                                                                     |
| 26-3-2016                                                               | Mosca                                                                   | Russia                                                                  | 3 – 0                                                                   | Lituania                                                                | Amichevole                                                              | -                                                                       | 46’                                                                     |
| 22-3-2019                                                               | Lussemburgo                                                             | Lussemburgo                                                             | 2 – 1                                                                   | Lituania                                                                | Qual. Euro 2020                                                         | -                                                                       | 45+1’ 76’                                                               |
| 25-3-2019                                                               | Baku                                                                    | Azerbaigian                                                             | 0 – 0                                                                   | Lituania                                                                | Amichevole                                                              | -                                                                       | 66’ 75’                                                                 |
| 7-6-2019                                                                | Vilnius                                                                 | Lituania                                                                | 1 – 1                                                                   | Lussemburgo                                                             | Qual. Euro 2020                                                         | -                                                                       | 5’, 42’                                                                 |
| 7-9-2019                                                                | Vilnius                                                                 | Lituania                                                                | 0 – 3                                                                   | Ucraina                                                                 | Qual. Euro 2020                                                         | -                                                                       |                                                                         |
| 10-9-2019                                                               | Vilnius                                                                 | Lituania                                                                | 1 – 5                                                                   | Portogallo                                                              | Qual. Euro 2020                                                         | -                                                                       |                                                                         |
| 11-10-2019                                                              | Charkiv                                                                 | Ucraina                                                                 | 2 – 0                                                                   | Lituania                                                                | Qual. Euro 2020                                                         | -                                                                       | Cap.                                                                    |
| 14-10-2019                                                              | Vilnius                                                                 | Lituania                                                                | 1 – 2                                                                   | Serbia                                                                  | Qual. Euro 2020                                                         | -                                                                       | Cap.                                                                    |
| 14-11-2019                                                              | Faro                                                                    | Portogallo                                                              | 6 – 0                                                                   | Lituania                                                                | Qual. Euro 2020                                                         | -                                                                       | 80’                                                                     |
| 17-11-2019                                                              | Vilnius                                                                 | Lituania                                                                | 1 – 0                                                                   | Nuova Zelanda                                                           | Amichevole                                                              | -                                                                       | Cap. 65’ 84’                                                            |
| 4-9-2020                                                                | Vilnius                                                                 | Lituania                                                                | 0 – 2                                                                   | Kazakistan                                                              | UEFA Nations League 2020-2021 - 1º turno                                | -                                                                       | 33’                                                                     |
| 7-9-2020                                                                | Tirana                                                                  | Albania                                                                 | 0 – 1                                                                   | Lituania                                                                | UEFA Nations League 2020-2021 - 1º turno                                | -                                                                       | Cap.                                                                    |
| 7-10-2020                                                               | Tallinn                                                                 | Estonia                                                                 | 1 – 3                                                                   | Lituania                                                                | Amichevole                                                              | -                                                                       | Cap. 55’                                                                |
| 11-10-2020                                                              | Vilnius                                                                 | Lituania                                                                | 2 – 2                                                                   | Bielorussia                                                             | UEFA Nations League 2020-2021 - 1º turno                                | -                                                                       | Cap.                                                                    |
| 14-10-2020                                                              | Vilnius                                                                 | Lituania                                                                | 0 – 0                                                                   | Albania                                                                 | UEFA Nations League 2020-2021 - 1º turno                                | -                                                                       | Cap. 69’                                                                |
| 18-11-2020                                                              | Almaty                                                                  | Kazakistan                                                              | 1 – 2                                                                   | Lituania                                                                | UEFA Nations League 2020-2021 - 1º turno                                | -                                                                       | Cap. 9’                                                                 |
| 24-3-2021                                                               | Pristina                                                                | Kosovo                                                                  | 4 – 0                                                                   | Lituania                                                                | Amichevole                                                              | -                                                                       | Cap. 46’                                                                |
| 28-3-2021                                                               | San Gallo                                                               | Svizzera                                                                | 1 – 0                                                                   | Lituania                                                                | Qual. Mondiali 2022                                                     | -                                                                       | Cap.                                                                    |
| 31-3-2021                                                               | Vilnius                                                                 | Lituania                                                                | 0 – 2                                                                   | Italia                                                                  | Qual. Mondiali 2022                                                     | -                                                                       | Cap. 74’                                                                |
| 1-6-2021                                                                | Vilnius                                                                 | Lituania                                                                | 0 – 1                                                                   | Estonia                                                                 | Coppa del Baltico 2020                                                  | -                                                                       | Cap. 90+1’                                                              |
| 4-6-2021                                                                | Riga                                                                    | Lettonia                                                                | 3 – 1                                                                   | Lituania                                                                | Coppa del Baltico 2020                                                  | -                                                                       | Cap. 62’                                                                |
| 8-6-2021                                                                | Leganés                                                                 | Spagna                                                                  | 4 – 0                                                                   | Lituania                                                                | Amichevole                                                              | -                                                                       | Cap. 62’                                                                |
| 25-3-2022                                                               | Serravalle                                                              | San Marino                                                              | 1 – 2                                                                   | Lituania                                                                | Amichevole                                                              | -                                                                       | 61’                                                                     |
| 7-6-2022                                                                | Vilnius                                                                 | Lituania                                                                | 0 – 6                                                                   | Turchia                                                                 | UEFA Nations League 2022-2023 - 1º turno                                | -                                                                       | Cap.                                                                    |
| 22-9-2022                                                               | Vilnius                                                                 | Lituania                                                                | 1 – 1                                                                   | Fær Øer                                                                 | UEFA Nations League 2022-2023 - 1º turno                                | -                                                                       | Cap. 87’                                                                |
| 25-9-2022                                                               | Lussemburgo                                                             | Lussemburgo                                                             | 1 – 0                                                                   | Lituania                                                                | UEFA Nations League 2022-2023 - 1º turno                                | -                                                                       | 78’                                                                     |
| 16-11-2022                                                              | Kaunas                                                                  | Lituania                                                                | 0 – 0 (5 – 6 dtr)                                                       | Islanda                                                                 | Coppa del Baltico 2022                                                  | -                                                                       | Cap. 11’ 50’                                                            |
| Totale                                                                  |                                                                         | Presenze (1º posto)                                                     | 101                                                                     |                                                                         | Reti                                                                    | 5                                                                       |                                                                         |

## Palmarès

### Club

#### Competizioni nazionali
- Campionato lituano: 5

FBK Kaunas: 2004
Žalgiris: 2016, 2020, 2021, 2022
- Coppa di Lituania: 6

FBK Kaunas: 2004
Žalgiris: 2015-2016, 2016, 2018, 2021, 2022
- Supercoppa di Lituania: 5

FBK Kaunas: 2004
Žalgiris: 2016, 2017, 2020, 2023
- Coppa di Scozia: 1

Hearts: 2005-2006
- Perša Liha: 1

Sevastopol': 2012-2013